# Alfred Arndt
Alfred Arndt (* 26. November 1898 in Elbing, Westpreußen; † 7. Oktober 1976 in Darmstadt) war ein deutscher Architekt.

## Leben

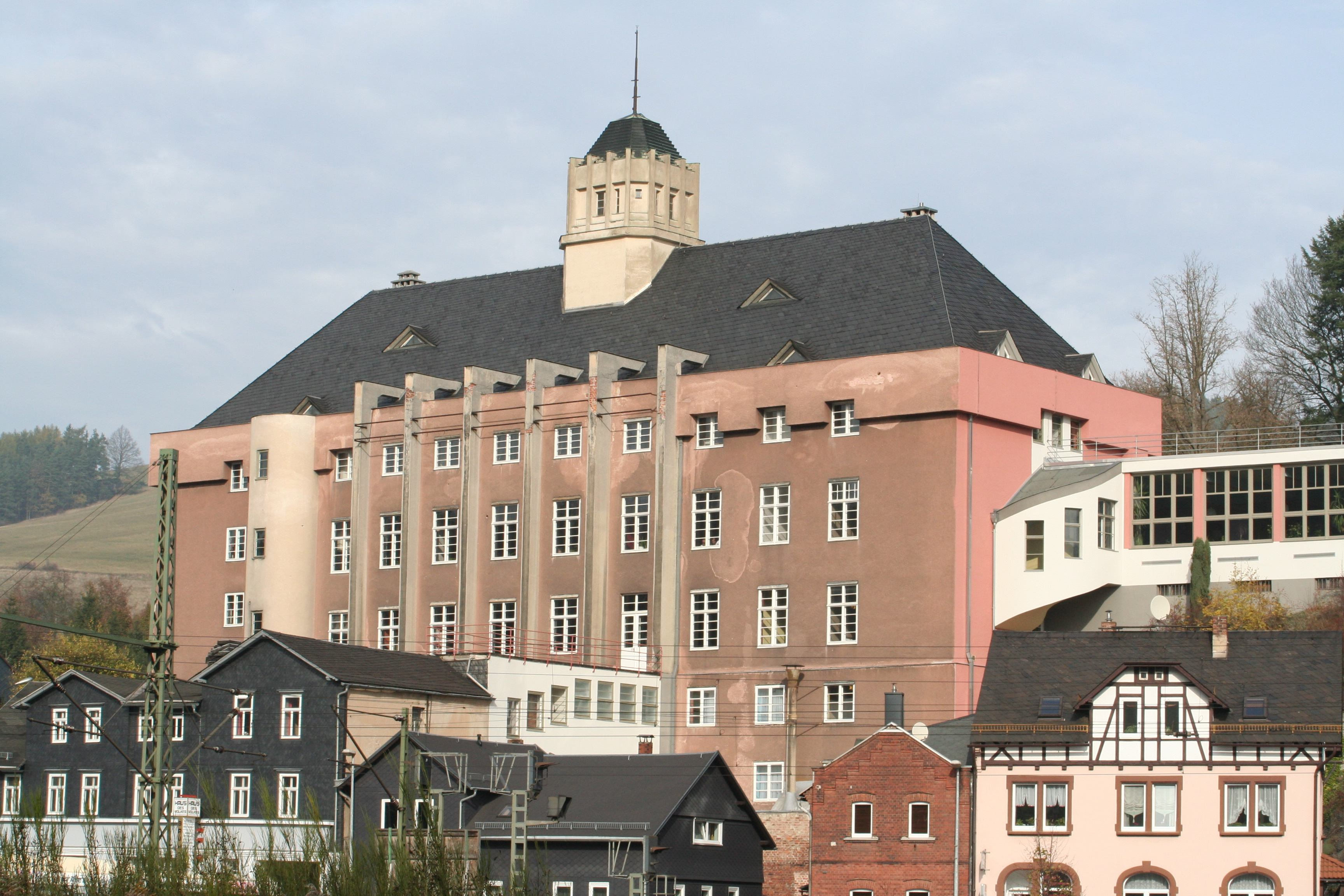
Probstzella-Haus-des-Volkes

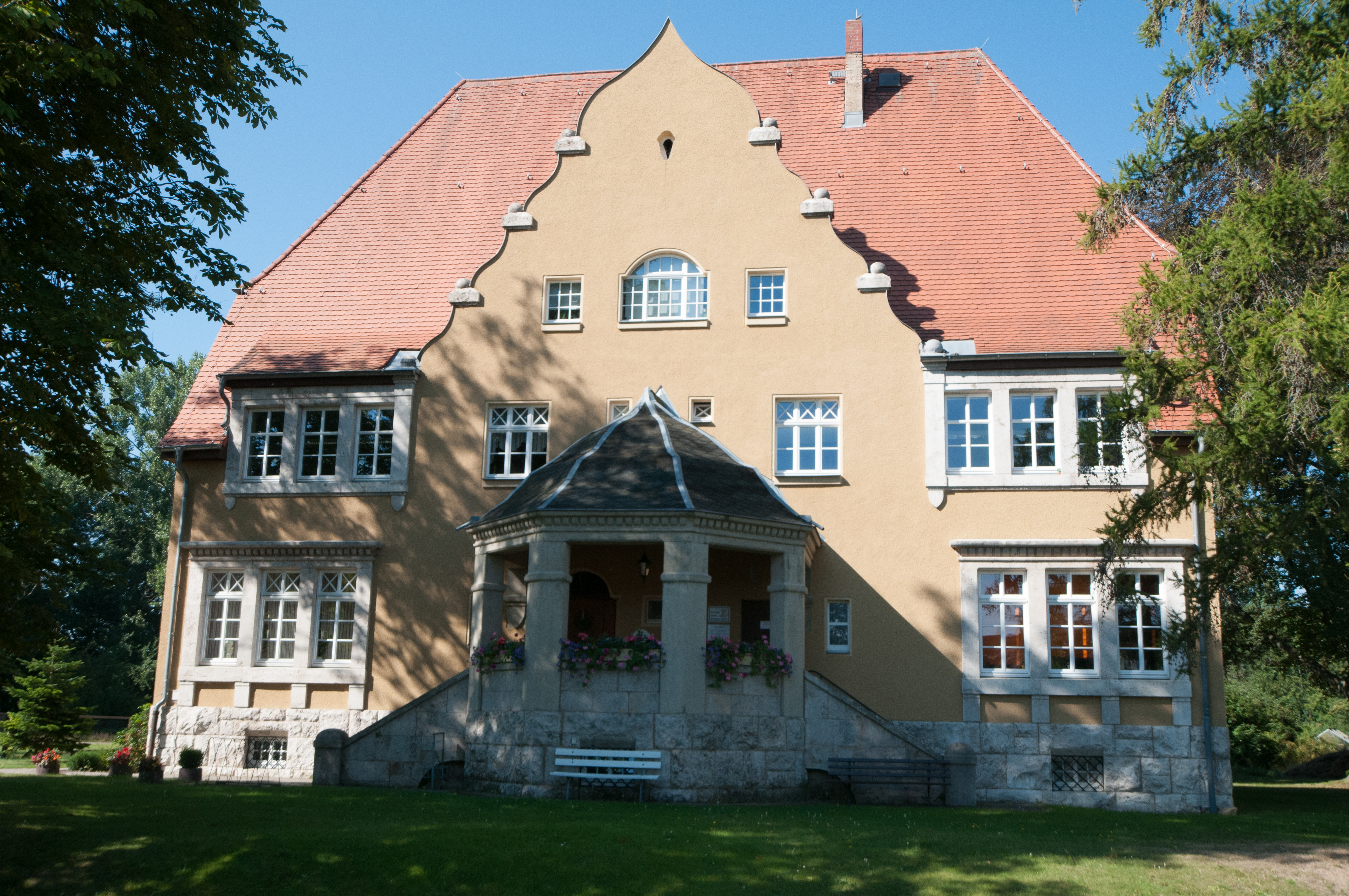
Villa Hergt Gemeinde Mellingen

Nach einer Zeichnerlehre in einem Bau- und Konstruktionsbüro in Elbing besuchte Arndt von 1919 bis 1920 die Kunstgewerbeklasse an der Gewerbeschule in Elbing, ab 1921 studierte er dann an der Akademie in Königsberg, bevor er von 1921 bis 1927 am Bauhaus in Weimar studierte. Er war dort im Vorkurs von Johannes Itten und in Kursen von Paul Klee, Wassily Kandinsky und Oskar Schlemmer. Um 1924 entwarf er das von Walter Gropius und Adolf Meyer in Auftrag gegebene Farbkonzept des Jenaer Wohnhauses Haus Auerbach. Mit dem Haus des Volkes in Probstzella und dem dazugehörigen Hotelpark realisierte Arndt 1925 bis 1927 das größte Bauhaus-Ensemble in Thüringen. Seine Gesellenprüfung legte er in der Werkstatt für Wandmalerei ab. Ab 1927 arbeitete Arndt als freier Architekt in Probstzella.
Von 1929 bis 1931 war er der Meister der Ausbauabteilung (Wandmalerei, Metall- und Möbelwerkstatt) des nach Dessau übersiedelten Bauhauses und unterrichtete anschließend bis September 1932 in Ausbaukonstruktion, Entwurfszeichnen und Perspektive.
Nach der Machtergreifung machte Arndt in Probstzella Reklamearbeiten, später Entwürfe für Industriebauten in Thüringen.
Von 1945 bis 1948 war er Baurat in Jena. Dann zog er nach Darmstadt, wo er als freier Architekt arbeitete.
Arndt war ab 1927 mit Gertrud Arndt verheiratet. Aus dieser Ehe gingen die Kinder Alexandra Bormann-Arndt (1931–2015) und Hugo Arndt (* 1937) hervor.

## Ehrung
In München (Schwabing-Freimann) ist seit dem Jahr 2001 die Alfred-Arndt-Straße nach ihm benannt.

## Werke (Auswahl)
- Figurenspiel in Moll (1932, Öl auf Papier, 57 × 38,5 cm)[3]

## Ausstellungen (unvollständig)
- 1947: Augsburg, Schaezler-Palais („Künstler der Ostzone“)[4]

- 1957: São Paulo, 4. Biennale von São Paulo[5]
- 1968: Darmstadt, Ernst-Ludwig-Haus Mathildenhöhe

### Postum
- 1989: Berlin, Haus am Lützowplatz („Gelb, Rot, Blau“)

- 1991: Regensburg, Ostdeutsche Galerie (mit Gertud Arndt)
- 2019: Ellingen, Kulturzentrum Ostpreußen („Aquarelle & Zeichnungen des Elbinger Architekten & Künstlers“)